# Liu Yaxin
Liu Yaxin (chinesisch 柳雅欣; * 16. Juni 1999 in Lishui) ist eine chinesische Schwimmerin. Sie gewann bei Olympischen Spielen eine Bronzemedaille. Bei Weltmeisterschaften erhielt sie bis 2024 je einmal Bronze auf der 50-Meter-Bahn sowie auf der 25-Meter-Bahn. Bei Asienspielen erschwamm sie drei Goldmedaillen und je eine Silber- und Bronzemedaille.

## Sportliche Karriere
Liu Yaxin gewann bei den Juniorenweltmeisterschaften 2015 die Silbermedaille über 200 Meter Rücken hinter der Australierin Minna Atherton und vor der Kanadierin Taylor Ruck. Mit der 4-mal-100-Meter-Freistilstaffel wurde Liu Sechste. 2016 bei den Olympischen Spielen in Rio de Janeiro erreichte Liu das Finale über 200 Meter Rücken und belegte den siebten Platz. Bei den Chinesischen Nationalspielen 2017 siegte Liu Xiang über 200 Meter Rücken, bei den Asienmeisterschaften wurde sie Zweite. Ende 2016 bei den Kurzbahnweltmeisterschaften in Windsor schied sie über 200 Meter Rücken als 16. der Vorläufe aus.
2017 bei den Weltmeisterschaften in Budapest wurde Liu im Halbfinale über 200 Meter Rücken Zwölfte. Im Jahr darauf bei den Asienspielen 2018 in Jakarta siegte Liu Yaxin über 200 Meter Rücken mit einer halben Sekunde Vorsprung. Ende 2018 fanden in Hangzhou die Kurzbahnweltmeisterschaften 2018 statt. Liu Yaxin wurde in den Vorläufen über 200 Meter Rücken Elfte. 2019 nahm Liu Yaxin an den Weltmeisterschaften in Gwangju teil und schied als 16. über 200 Meter Rücken aus.
Bei den wegen der COVID-19-Pandemie erst 2021 ausgetragenen Olympischen Spielen in Tokio erreichte Liu Yaxin wie 2016 das Finale über 200 Meter Rücken und wurde Siebte. Bei den Chinesischen Nationalspielen 2021 wurde Liu Yaxin Zweite über 200 Meter Rücken. Ende 2021 bei den Kurzbahnweltmeisterschaften in Abu Dhabi schied Liu als Zwölfte über 200 Meter Rücken aus. Die 4-mal-200-Meter-Freistilstaffel mit Li Bingjie, Cheng Yujie, Zhu Menghui und Liu Yaxin erschwamm die Bronzemedaille hinter den Kanadierinnen und dem Quartett aus den Vereinigten Staaten.
Ende 2022 bei den Kurzbahnweltmeisterschaften in Melbourne verpasste Liu Yaxin den Finaleinzug über 400 Meter Freistil und über 200 Meter Rücken. Mit der 4-mal-200-Meter-Lagenstaffel belegte sie den sechsten Platz.
Ein halbes Jahr später bei den Weltmeisterschaften in Fukuoka wurde Liu Achte über 200 Meter Freistil. Die 4-mal-200-Meter-Freistilstaffel mit Li Bingjie, Li Jiaping, Ai Yanhan und Liu Yaxin erschwamm den dritten Platz hinter den Australierinnen und dem US-Team. Für ihren Einsatz im Vorlauf erhielten auch Yang Peiqi und Ge Chutong eine Bronzemedaille. Im Anschluss an die Weltmeisterschaften wurden in Chengdu die Summer World University Games 2021 nachgeholt. Liu Yaxin siegte über 200 Meter Rücken und über 200 Meter Freistil. Hinzu kamen Siege mit allen drei Frauenstaffeln und mit der 4-mal-100-Meter-Mixed-Lagenstaffel. Ab Ende September 2023 wurden in Hangzhou die Asienspiele 2022 abgehalten. Liu Yaxin wurde Dritte über 200 Meter Freistil und Zweite über 200 Meter Rücken. Sie siegte mit der 4-mal-200-Meter-Freistilstaffel und erhielt eine weitere Goldmedaille für ihren Vorlaufeinsatz in der 4-mal-100-Meter-Freistilstaffel.
Bei den Olympischen Spielen in Paris verfehlte Liu Yaxing als Vorlaufzehnte über 400 Meter Freistil den Finaleinzug um 0,57 Sekunden. Die 4-mal-200-Meter-Freistilstaffel mit Tang Muhan, Kong Yaqi, Ge Chutong und Liu Yaxin erreichte das Finale mit der drittschnellsten Vorlaufzeit. Im Endlauf schwammen Yang Junxuan, Li Bingjie, Ge Chutong und Liu Yaxin zehn Sekunden schneller als die Vorlaufstaffel und wurden Dritte hinter den Australierinnen und dem Quartett aus den Vereinigten Staaten.